# لیمریک (شعر)

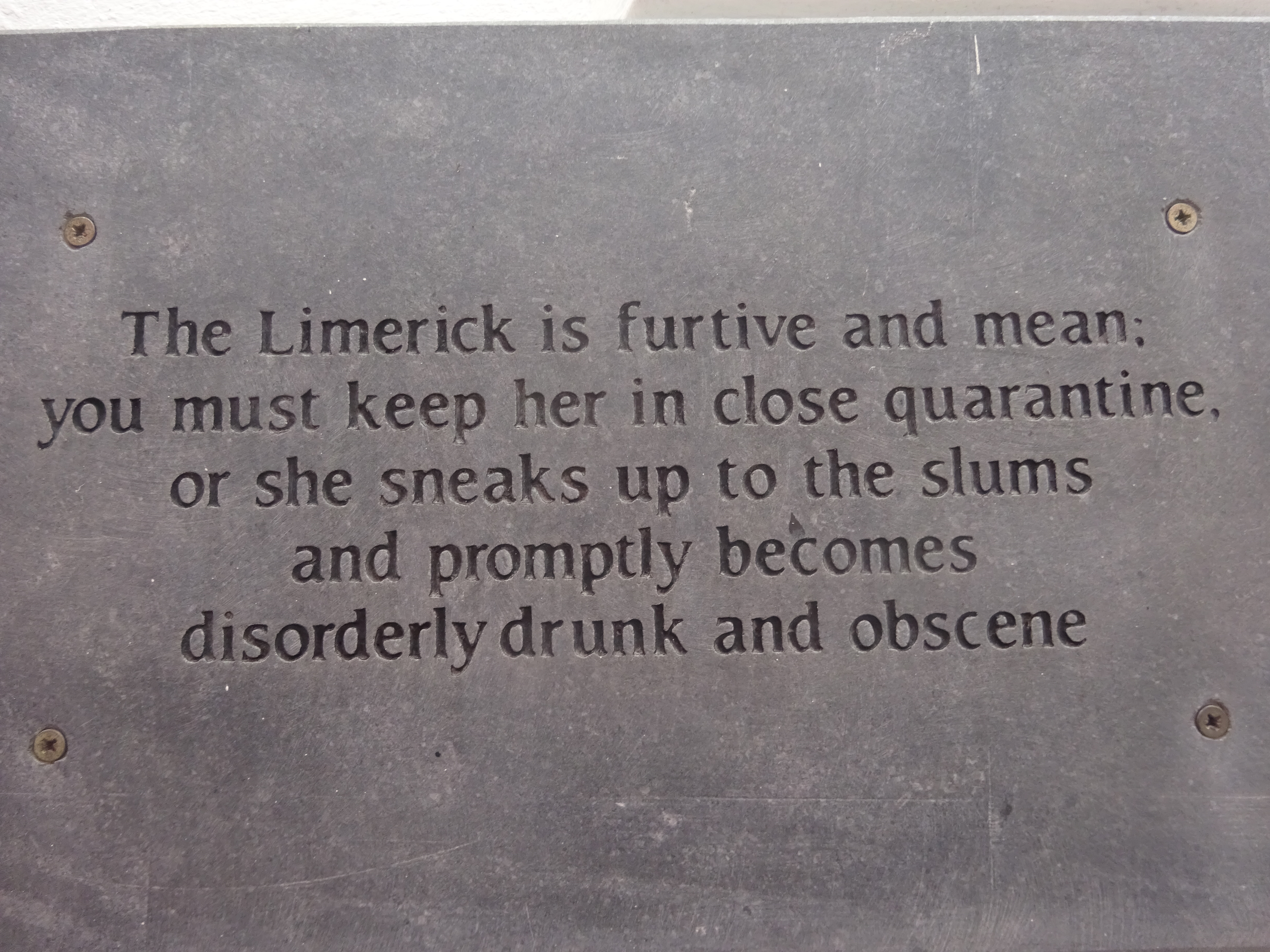
یک شعر لیمریک که بر روی لوحی در شهر لیمریک ایرلند به نمایش گذاشته شده‌است

لیمریک  (به انگلیسی: Limerick) یا شعر غیرمسجع پنج‌بندی به نوعی شعر جفنگ گفته می‌شود که شامل پنج سطر است و سطرهای یکم، دوم و پنجم آن هم‌قافیه و سطرهای سوم و چهارم هم‌قافیه با یکدیگر و دوبحری می‌باشند (AABBA). گهگاه امکان دارد که سطرهای سوم و چهارم اشعار لیمریک با قافیه درونی در یک سطر قرار داشته باشند.